# SN 1981B
SN 1981B – supernowa typu Ia odkryta 9 marca 1981 roku w galaktyce NGC 4536. Jej maksymalna jasność wynosiła 11,74m.